# 泛斯拉夫顏色
泛斯拉夫色，指的是紅、藍、白三色。這三種顏色被廣泛使用在以斯拉夫人為主體民族的國家國旗中。泛斯拉夫顏色起源于俄羅斯國旗。旗幟採用了藍、白、紅三色條紋，稍微改變了條紋（橫豎）的順序和位置。彼得大帝在努力打造西化海軍的過程中，以荷蘭國旗為基礎採用了俄羅斯國旗。它們也成為了泛斯拉夫主義的色彩，特別是在脫離奧匈帝國君主專制而獨立的國家中的奧斯拉夫主義。保加利亞的國旗色彩亦來自于泛斯拉夫顏色，但藍色改成了綠色。另外，世界上還有很多非斯拉夫國家采用紅、白、藍三色作為國旗色彩，但其涵義有不少都是來自于法國國旗中的「自由、平等、博愛」。

## 泛斯拉夫色彩的标志旗帜示例

当前国家政权
克罗地亚
捷克共和国
俄罗斯联邦
塞尔维亚共和国
斯洛伐克
斯洛文尼亚

前国家政权
黑山王国 (1910-1918)
捷克斯洛伐克 (1920–1992)
南斯拉夫王国 (1922–1941)
南斯拉夫社会主义联邦共和国 (1945–1992)
南斯拉夫联盟共和国 (1992–2003) 和塞尔维亚和黑山（2003–2006）

其他实体地区政权
德涅斯特河沿岸国旗 (“事实”独立)[a]
克里米亚共和国国旗
塞族共和国
索布人旗帜
卢森尼亚人旗帜
黑塞哥-波斯尼亚克罗地亚共和国
頓涅茨克人民共和国
卢甘斯克人民共和国

### 联合国会员国
| 国旗 | 代表國家   | 使用日期 |
| ---- | ---------- | -------- |
|      | 俄羅斯     | 1993年   |
|      | 斯洛伐克   | 1992年   |
|      | 斯洛維尼亞 | 1991年   |
|      | 塞爾維亞   | 2004年   |
|      |            | 1990年   |
|      | 捷克       | 1945年   |

### 非联合国会员国及属国
| 旗帜 | 采用时间 | 用途                               | 备注说明                 |
| ---- | -------- | ---------------------------------- | ------------------------ |
|      | 1992年   | 克里米亚共和国國旗                 | 克里米亞共和國           |
|      | 2005年   | 塞族共和国國旗                     | 塞族共和國               |
|      | 2014年   | 頓涅茨克人民共和国國旗             | 顿涅茨克人民共和国       |
|      | 2014年   | 卢甘斯克人民共和国國旗             | 卢甘斯克人民共和国       |
|      | 2017年   | 德涅斯特河沿岸摩尔达维亚共和国國旗 | 德涅斯特河沿岸           |
|      | 2004年   | 伏伊伏丁那自治省省旗               | 自治省                   |
|      | 1995年   | 加告兹自治区区旗                   | 加告茲                   |
|      | 1996年   | 西黑塞哥维那州以及西波斯尼亚州州旗 | 波士尼亞與赫塞哥維納聯邦 |
|      | 2004年   | 哈卡斯共和国国旗                   | 哈卡斯共和國             |
|      | 2008年   | 莫尔多瓦共和国国旗                 | 莫尔多瓦共和国           |
|      | 2003年   | 彼尔姆边疆区区旗                   | 彼爾姆邊疆區             |
|      | 1998年   | 萨马拉州州旗                       | 萨马拉州                 |
|      | 1999年   | 阿穆尔州州旗                       | 阿穆尔州                 |

## 历史国家旗帜
- 南斯拉夫国旗
- 黑山社会主义共和国
- 斯洛文尼亚社会主义共和国
- 克罗地亚社会主义共和国
- 黑塞哥-波斯尼亚克罗地亚共和国
- 克罗地亚人在塞尔维亚和黑山的少数民族旗帜
- 克罗地亚联邦国保卫军队旗帜
- 克罗地亚国旗（过渡版本草案）
- 塞尔维亚和黑山国旗
- 塞尔维亚社会主义共和国
- 塞族共和国
- 塞爾維亞克拉伊納共和國
- 塞尔维亚国旗
- 東斯拉沃尼亞、巴拉尼亞與西斯雷姆共和國
- 俄羅斯国旗
- 黑山國旗
- 黑山国旗
- 波兰-立陶宛-鲁塞尼亚联邦（一月起义）
- 黑山王國
- 黑山公国民用旗
- 南斯拉夫王國
- 黑山王國
- 沙皇俄国
- 俄罗斯帝国
- 索布人
- 俄美公司
- 卡尼奥拉公国
- 克罗地亚独立国
- 克罗地亚
- 俄羅斯聯邦政府使用的國旗版本
- 俄羅斯緊急情況部旗幟
- 斯洛文尼亞被建議使用的國旗草案
- 哈卡斯共和国国旗
- 塞尔维亚游击队
- 波斯尼亚和黑塞哥维那社会主义共和国国旗草案之二
- 波斯尼亚和黑塞哥维那国旗草案之二
- 波斯尼亚和黑塞哥维那国旗草案之三
- 波斯尼亚和黑塞哥维那国旗草案之四
- 1991年八月设计出的俄罗斯国旗
- 黑山国旗
- 保加利亞人民共和國国旗
- 保加利亞人民共和國国旗
- 保加利亞人民共和國国旗
- 保加利亞人民共和國国旗

### 其他泛斯拉夫颜色旗帜列表
- 南斯拉夫
- 克羅地亞國旗
- 1920年的南斯拉夫军旗
- 克羅地亞國旗
- 南斯拉夫
- 捷克斯洛伐克军舰旗
- 捷克斯洛伐克军舰旗
- 伏伊伏丁那传统旗帜
- 伏伊伏丁那旗帜\政府旗
- 鲁塞尼亚人
- 塞尔维亚人东正教教堂旗帜
- 俄罗斯国旗
- 俄罗斯国旗
- 解放俄罗斯人民委员会以及俄罗斯解放军旗帜
- 塞尔维亚克拉伊纳共和国旗帜
- 塞尔维亚克拉伊纳共和国旗帜、軍旗
- 塞尔维亚克拉伊纳共和国国旗
- 波西米亞和摩拉維亞保護國、捷克共和國
- 波西米亞和摩拉維亞保護國
- 摩拉维亚人
- 斯洛文尼亞國旗
- 塞爾維亞國旗
- 塞尔维亚国旗
- 克罗地亚国旗
- 波斯尼亚和黑塞哥维那社会主义共和国国旗
- 塞尔维亚和黑山国旗
- 塞尔维亚和黑山国旗
- 塞尔维亚和黑山国旗
- 塞尔维亚和黑山国旗
- 塞尔维亚和黑山国旗
- 黑山国旗
- 黑山国旗
- 黑山王国军舰旗
- 南斯拉夫总统标准旗
- 塞族共和国人民议会主席(1995-2007)
- 南斯拉夫总理旗帜（部长会议主席）
- 南斯拉夫王国元帅旗帜
- 1835年的塞尔维亚人的旗帜
- 德涅斯特河沿岸民用旗
- 马里埃尔共和国国旗
- 马里埃尔共和国国旗
- 斯洛文尼亚国旗（无国徽）
- 斯洛文尼亚国旗（无国徽）
- 斯洛文尼亚游击队旗帜
- 南斯拉夫人民军海军旗
- 1942年的南斯拉夫海军
- 斯洛文尼亚国旗
- 斯洛文尼亚国旗建议案（1990年以前的独立的国旗）
- 斯洛文尼亚国家卫队旗帜
- 莫尔多瓦共和国国旗
- 哈卡斯共和国国旗
- 哈卡斯共和国国旗
- 哈卡斯共和国国旗
- 俄羅斯聯邦鐵道部（俄语：Министерство путей сообщения Российской Федерации）旗幟
- 塞尔维亚国旗
- 黑山国旗
- 塞尔维亚和黑山国旗
- 塞尔维亚和黑山国旗
- 塞尔维亚旗帜
- 克罗地亚人在塞尔维亚和黑山的旗帜
- 斯洛伐克民族黨黨旗
- 保加利亚国旗
- 保加利亚国旗
- 保加利亞人民共和國国旗
- 保加利亞人民共和國国旗
- 保加利亞人民共和國国旗
- 保加利亞人民共和國国旗
- 彼爾姆邊疆區區旗

## 斯拉夫地區使用的非泛斯拉夫顏色旗幟
以下列出的旗幟在斯拉夫地區使用，但不使用泛斯拉夫顏色。
| 黑山國旗 |
| 黑山國旗 |

| 波斯尼亞和黑塞哥維那國旗 |
| 波斯尼亞和黑塞哥維那國旗 |

| 波兰国旗 |
| 波兰国旗 |

| 白俄羅斯國旗 |
| 白俄羅斯國旗 |

| 北馬其頓國旗 |
| 北馬其頓國旗 |

| 烏克蘭國旗 |
| 烏克蘭國旗 |

| 科索沃國旗 |
| 科索沃國旗 |

| 俄羅斯帝國國旗 |
| 俄羅斯帝國國旗 |

## 泛斯拉夫颜色在斯拉夫地區以外的運用
以下列出的旗幟均帶有紅、藍、白三色，但與泛斯拉夫主義無關。
| 荷蘭國旗 |
| 荷蘭國旗 |

| 盧森堡國旗 |
| 盧森堡國旗 |

| 中華民國國旗 |
| 中華民國國旗 |

| 巴拉圭國旗（正面） |
| 巴拉圭國旗（正面） |

| 巴拉圭國旗（反面） |
| 巴拉圭國旗（反面） |

| 智利國旗 |
| 智利國旗 |

| 寮國國旗 |
| 寮國國旗 |

| 柬埔寨國旗 |
| 柬埔寨國旗 |

| 海地國旗 |
| 海地國旗 |

| 冰島國旗 |
| 冰島國旗 |

| 巴拿馬國旗 |
| 巴拿馬國旗 |

| 泰國國旗 |
| 泰國國旗 |

| 哥斯達黎加國旗 |
| 哥斯達黎加國旗 |

| 多米尼加國旗 |
| 多米尼加國旗 |

| 朝鮮國旗 |
| 朝鮮國旗 |

| 古巴國旗 |
| 古巴國旗 |

| 美国怀俄明州州旗 |
| 美国怀俄明州州旗 |

| 巴西亞馬孫州州旗 |
| 巴西亞馬孫州州旗 |

| 日本北海道旗 |
| 日本北海道旗 |

| 民族主義共和聯盟旗幟 |
| 民族主義共和聯盟旗幟 |

| 南朝鮮民族解放戰線準備委員會（朝鲜语：남조선민족해방전선준비위원회）會旗 |
| 南朝鮮民族解放戰線準備委員會會旗             |

| 日本稅關關旗 |
| 日本稅關關旗 |

| 晨星旗 |
| 晨星旗 |